# Arcyophora elegantula
Arcyophora elegantula är en fjärilsart som beskrevs av Karl Grünberg 1910. Arcyophora elegantula ingår i släktet Arcyophora och familjen trågspinnare. Inga underarter finns listade i Catalogue of Life.